# Tipula trigona
Tipula trigona är en tvåvingeart som beskrevs av Mannheims 1966. Tipula trigona ingår i släktet Tipula och familjen storharkrankar. Inga underarter finns listade i Catalogue of Life.